# Susan McKenna-Lawlor
Susan McKenna-Lawlor (Dublin, 3 de marzo de 1935) es una astrofísica irlandesa. Es profesora emérita de física experimental en la Universidad de Maynooth.

## Educación
Estudió física experimental en el University College Dublin. Fue asistente de investigación en el Instituto de Estudios Avanzados de Dublín entre 1957 y 1966.

## Space Technology Ireland Ltd
En 1986 fundó y dirige la empresa de instrumentación espacial Space Technology Ireland Ltd (STIL), en español Compañía de Tecnología Irlandesa, con Dermot Desmond. STIL fabrica instrumentos para misiones espaciales.

## Investigación y carrera
Fue la investigadora principal del experimento EPA (partículas energéticas) en la misión Giotto de la Agencia Espacial Europea (ESA).
Dirigió un equipo internacional de científicos en la construcción de un detector de partículas capaz de detectar energías entre 30 kiloelectronvoltios y varios megaelectronvoltios para la nave espacial Phobos de la Unión Soviética en 1988. El éxito del detector llevó a los científicos soviéticos a pedirle que contribuyera con un dispositivo similar para su misión a Marte de 1994.
Fue coinvestigadora del experimento RAPID a bordo de la misión Cluster de la Agencia Espacial Europea (ESA).
Desarrolló instrumentos para monitorear el viento solar en Marte para la misión Mars Express de la ESA.
STIL diseñó la unidad de procesamiento del Sistema de soporte eléctrico a bordo para la nave espacial Rosetta. También representó a Irlanda en la Junta Directiva del módulo de aterrizaje Philae de Rosetta que aterrizó en el cometa 67P / Churyumov – Gerasimenko.

## Membresías, premios y honores
Fue ganadora del premio Rehab People of the Year en 1986. Fue elegida miembro de la Academia Internacional de Astronáutica y en 2005 recibió un doctorado honorario de la Universidad de Úlster por sus contribuciones a la astrofísica.
Fue miembro del Senado de la Universidad Nacional de Irlanda y de la Autoridad de Gobierno de la Universidad de Maynooth.